# Список глав государств в 437 году
Список глав государств в 436 году — 437 год — Список глав государств в 438 году — Список глав государств по годам

## Африка
- Королевство вандалов и аланов — Гейзерих, король (428 — 477)

## Америка
- Баакульское царство — Ч'а-«Casper», священный владыка (435 — 487)
- Мутульское царство (Тикаль) — Сиях-Чан-Кавиль II, царь (414 — 458)

## Азия
- Гассаниды:
  - аль-Ну'ман IV ибн аль-Айхам, царь (434 — 455)
  - аль-Харит III ибн аль-Айхам, царь (434 — 456)
  - аль-Ну'ман V ибн аль-Харит, царь (434 — 453)
- Дханьявади — Тюрия Ната, царь[англ.] (418 — 459)
- Жужаньский каганат — Юйцзюлюй Ути, каган (429 — 444)
- Иберия — Митридат V, царь (435 — 447)
- Индия:
  - Вакатака — Праварасена II, махараджа (400 — 440)
  - Гупта — Кумарагупта I, махараджа (415 — 455)
  - Кадамба — Какуставарма, царь (435 — 455)
  - Паллавы (Анандадеша) — Симхаварман II, махараджа (436 — 458)
- Кавказская Албания — Асуаген, царь (420 — 438)
- Камарупа — Кальянаварман, царь (422 — 446)
- Кинда — Акиль-аль-Мурар, царь (425 — 458)
- Китай (Период Южных и Северных династий):
  - Лю Сун — Вэнь-ди (Лю Илун), император (424 — 453)
  - Северная Вэй — Тай У-ди (Тоба Тао), император (424 — 452)
  - Северная Лян — Цзюйцюй Муцзянь, император (433 — 439)
- Корея (Период Трех государств):
  - Конфедерация Кая — Чхвихый, ван (421 — 451)
  - Когурё — Чансухо, тхэван (413 — 490)
  - Пэкче —  Пию, король (427 — 454)
  - Силла — Нольджи, марипкан (417 — 458)
- Лахмиды (Хира) — аль-Мундир I аль-Ну'ман, царь (418 — 462)
- Паган — Тихтан, король[англ.] (412 — 439)
- Персия (Сасаниды) — Бахрам V, шахиншах (421 — 439)
- Раджарата (Анурадхапура) — Панду, король (436 — 441)
- Тарума — Вишнуварман, царь (434 — 455)
- Тогон — Муюн Мулиянь, правитель (436 — 452)
- Тямпа — Фан Янг Маи II, князь (431 — 455)
- Фунань — Шри Индраварман, король (430 — 440)
- Химьяр — Хасан Йиха'мин, царь (436 — 440)
- Япония — Ингё, император (411 — 453)

## Европа
- Англия:
  - Бринейх — Гарбониан ап Коэль, король (420 — 460)
  - Думнония — Константин ап Кономор, король (435 — 443)
  - Эбрук — Кенеу ап Коэль, король (420 — 450)
- Арморика — Саломон, король (434 — 446)
- Бургундское королевство — Гундиох, король (436 — 473)
- Вестготское королевство — Теодорих I, король (419 — 451)
- Восточная Римская (Византийская) империя — Феодосий II, император (408 — 450)
- Гепиды — Ардарих, король (420 — 460)
- Гунны:
  - Бледа, царь (434 — 445)
  - Аттила, царь (434 — 453)
- Западная Римская империя:
  - Валентиниан III, император (425 — 455)
  - Галла Плацидия, регент (425 — 437)
- Ирландия — Лоэгайре, верховный король (428 — 458)
  - Коннахт — Нат И, король (405 — ок. 456)
  - Лейнстер — Муйредах Сните, король (ок. 436 — 440)
  - Мунстер — Над Фройх, король (420 — 454)
- Папский престол - Сикст III, папа римский (432 — 440)
- Салические франки — Хлодион, король (428 — 447)
- Свевов королевство (Галисия) — Хермерих, король (409 — 438)
- Уэльс:
  - Дивед — Трифин Бородатый, король (421 — 455)
  - Поуис — Категирн, король (430 — 447)
- Шотландия:
  - Пикты — Дрест I, король (413 — 480)
  - Стратклайд (Альт Клуит) — Керетик ап Кинлоп, король (ок. 410 — ок. 440)

## Галерея
- Галла Плацидия 
 425—437 
 Регент Римской империи
- Теодорих I 
 419—451 
 Король вестготов
- Бахрам V 
 421—439 
 Шахиншах Персии
- Гейзерих 
 428—477 
 Король вандалов
- Хлодион 
 428—447 
 Король салических франков
- Кумарагупта I 
 415—455 
 Махараджа Гупты
- Феодосий II 
 408—450 
 Император Византии
- Аттила 
 434—453 
 Царь гуннов
- Сикст III 
 432—440 
 Папа Римский